# The Boy With the Thorn in His Side
«The Boy with the Thorn in His Side» es una canción de la banda británica de rock alternativo The Smiths, compuesta por el guitarrista Johnny Marr y por el cantante y letrista Morrissey para su tercer álbum de estudio, The Queen Is Dead, publicado en junio de 1986 y considerado el mejor de todos los tiempos por la revista NME.
El título de la canción es intraducible al español. La expresión thorn in someone's side refiere a algo o alguien que molesta o causa problemas a una persona. Según el propio Morrissey, su thorn in his side sería la industria de la música y aquellos que no creen en la sinceridad de lo que dice en sus canciones. En 2003 Morrissey la nombró su canción favorita de The Smiths.

## Antecedentes
Margi Clarke preguntó a Morrissey si la canción habría sido inspirada por la historia del escritor Oscar Wilde, a lo que el cantante contestó:

No, that's not true. It's... the thorn is the music industry and all these people who just would never believe anything I said, try to get rid of me and wouldn't play the records. So, I think we've reached a stage where we feel: if they don't believe me now, will they ever believe me? You know..., what more can a... poor boy do?
No, eso no es verdad. Es..., la espina [de la que habla la canción] es la industria musical y toda esta gente que nunca creía nada de lo que yo decía, trataba de deshacerme de mí y no tocaba nuestros discos. Entonces, creo que llegamos a un punto donde sentimos: si no me creen ahora, ¿alguna vez podrán creerme? ¿qué más puede hacer un... pobre muchacho?

## Lanzamiento
La canción fue lanzada como sencillo de adelanto de dicho álbum el 16 de septiembre de 1985 con una carátula que consistió en una foto de Truman Capote tomada por Cecil Beaton en 1949. Fue el noveno sencillo del grupo y alcanzó el número 23 en el Chart Británico en el otoño boreal de 1985.
Además de The Queen Is Dead, también formó parte del álbum en vivo Rank, grabado en 1986 y lanzado en 1988, y de los álbumes recopilatorios ...Best II de 1992, Singles de 1995 y The Smiths Singles Box de 2008, mientras que su versión sencillo apareció en los recopilatorios The World Won't Listen de 1987, The Very Best of The Smiths de 2001 y The Sound of The Smiths de 2008 —la diferencia principal entre la versión sencillo y aquella que aparece en el álbum The Queen Is Dead es el uso de cuerdas sintetizadas; estas están en gran parte ausentes en la versión del álbum, apareciendo solo en la coda de la canción—. 
Este fue el primer sencillo de The Smiths que fue acompañado por un video promocional, algo a lo que la banda se había resistido previamente. Dirigido por Ken O'Neill, el vídeo muestra a The Smiths tocando en los estudios londinenses RAK, donde la banda estaba grabando el álbum The Queen Is Dead. Algunos de sus fanes de aquel tiempo observaron que este hecho significaba que el grupo se había «vendido». 
El 10 de octubre de 1985, The Smiths tocaron la canción en el programa de televisión británico Top of the Pops. Al año siguiente, la publicación New Musical Express recibió la noticia de que la banda había firmado un contrato con EMI con el titular «The Boy with the Thorn-EMI on His Side».

## Crítica
Jack Rabid, del sitio Allmusic, le asignó a este sencillo cuatro estrellas de un máximo de cinco y señaló que la canción «is of course great as well, just another feather in a jeweled cap».

## Versiones
La canción ha sido interpretada por varios artistas, entre ellos la banda escocesa Bis, en el álbum tributo The Smiths is Dead de 1996, y J Mascis, exvocalista de Dinosaur Jr, en su primer álbum como solista, Martin + Me. También ha sido interpretada por Emilie Autumn, Belle & Sebastian, Jeff Buckley, The Crusifixtion, Jejune, Scott Matthews y la banda italiana Baustelle.
Además, la canción figuró en el tercer episodio de la serie de televisión Blackpool, una comedia dramática musical producida por la BBC en 2004.
Por otro lado, el título de la canción fue el nombre de dos libros publicados a comienzos de los años 2000: uno escrito por Pete Wentz, bajista de la banda Fall Out Boy, y otro por Keith Fleming.

## Sencillo

### 7"
1. «The Boy with the Thorn in His Side»
2. «Asleep»

### 12"
1. «The Boy with the Thorn in His Side»
2. «Rubber Ring»
3. «Asleep»